# Eupithecia glaisi
Eupithecia glaisi är en fjärilsart som beskrevs av Lucas 1937. Eupithecia glaisi ingår i släktet Eupithecia och familjen mätare. Inga underarter finns listade i Catalogue of Life.